# سیسکوی

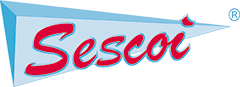
سیسکوی

سیسکوی (انگلیسی: Sescoi) شرکت نرم‌افزار فرانسوی است، که در سال ۱۹۸۷ تأسیس شد.